# Zona Kherbet al-Souk, Jawa și Yadoudah
Kherbet al-Souk (în arabă يري الليي) este o zonă de la periferia Ammanului, Iordania și face parte din Municipalitatea Greater Amman. La recensământul din 2015 avea o populație de 186.158 de locuitori. În recensământul otoman din 1915 avea o populație de șapte, toți musulmani.